# Fra Lippo Lippi
Fra Lippo Lippi var en popgrupp från Norge. Namnet inspirerades av den italienska renässanskonstnären Filippo Lippi. Gruppen hade internationella framgångar på 1980-talet med låtar som "Shouldn't Have To Be Like That" och "Everytime I See You".

## Historia
Fra Lippo Lippi bildades 1980 i Nesodden av Rune Kristoffersen, Morten Sjøberg och Bjørn Sorknes efter att de tidigare varit verksamma några år som Genetic Control. Samma år debuterade gruppen med en EP med instrumentala låtar i elektronisk stil. Sorknes lämnade gruppen under tillkomsten av det starkt Joy Division-influerade debutalbumet In Silence, som utgavs 1981.  
Därefter anlitades Per Øystein Sørensen som sångare och gruppen utgav Small Mercies, ett album med låtar i betydligt ljusare, mer personlig och poporienterad stil. Efter att ha utökats till en kvartett med keyboardisten Øyvind Kvalnes gick gruppen mot ett allt mer renodlat popsound. Fra Lippo Lippis tredje album Songs spelades in Polarstudion i Stockholm och utgavs på eget bolag. Den fick ett mycket positivt mottagande och sålde i 5000 exemplar utan någon som helst marknadsföring. Detta gjorde att Virgin Records fick upp ögonen för bandet och gav dem ett världsomspännande skivkontrakt. I samband med detta lämnade dock Sjøberg och Kvalnes gruppen eftersom de inte var beredda att satsa på en osäker karriär som professionella musiker, och Fra Lippo Lippi blev en duo med Kristoffersen och Sørensen.
Första singeln på Virgin blev "Shouldn't Have To Be Like That" som nådde 4:e plats på norska singellistan och även tog sig in på brittiska singellistan. Virgin utgav 1986 en något annorlunda version av "Songs" som blev en stor framgång både kommersiellt och bland kritiker.
Gruppens nästa album Light and Shade producerades av Walter Becker men blev inte alls den framgång som förväntats, vilket ledde till att Virgin avbröt kontraktet med gruppen. Fra Lippo Lippi fick dock stora framgångar i Japan och framförallt i Filippinerna där gruppen sedan dess haft sin största popularitet.
Senare fick Fra Lippo Lippi kontrakt med svenska The Record Station där de gav ut albumet The Colour Album (1989) som dock inte heller blev någon framgång. Efter att brutit med Record Station funderade duon på att lägga ner bandet helt, men började skriva och spela in nya låtar vilket så småningom resulterade i albumet Dreams (1992). 1994 gjorde duon nyinspelningar av några av sina mest kända låtar till ett best of-album som även innehöll två nya låtar. År 2000 uppträdde gruppen med en Greatest Hits-konsert inför 15 000 åskådare i Filippinerna. År 2002 lämnade grundaren Kristoffersen bandet för att satsa på sitt eget skivbolag, men tillät Sørensen att använda gruppnamnet för albumet In Brilliant White som utkom samma år.

## Medlemmar
- Per Øystein Sørensen – sång, keyboard (1983–1992, 2002)
- Rune Kristoffersen – basgitarr, keyboard (1980–1992, 2002)
- Morten Sjøberg – trummor (1980–1985)
- Øyvind Kvalnes – keyboard (1984–1985)
- Bjørn Sorknes – keyboard, gitarr, sång (1980–1981)

## Diskografi
Studioalbum
- 1981 – In Silence
- 1983 – Small Mercies
- 1985 – Songs
- 1987 – Light and Shade
- 1989 – The Colour Album
- 1992 – Dreams
- 2002 – In a Brilliant White

Livealbum
- 1990 – Crash of Light

EP
- 1980 – Fra Lippo Lippi

Singlar
- 1982 – "Now and Forever" / "In a Little Room" / "An Idèa"
- 1983 – "The Treasure"
- 1984 – "Say Something"
- 1985 – "Leaving" / "Suite Maniacal" (delad singel; Fra Lippo Lippi / Minox)
- 1986 – "Come Summer" / "Even Tall Trees Bend"
- 1986 – "Everytime I See You"
- 1986 – "Shouldn't Have to Be Like That" / "The Distance Between Us"
- 1987 – "Angel"
- 1987 – "Light and Shade"
- 1987 – "Some People"
- 1989 – "Count On Me"
- 1989 – "Love Is a Lonely Harbour"
- 1990 – "Mothers Little Soldier"
- 1992 – "Stitches and Burns"
- 1992 – "Thief in Paradise"
- 1995 – "Everybody Everywhere" (Album Mix)

Samlingsalbum
- 1995 – The Best of Fra Lippo Lippi 85 - 95
- 2003 – The Best of Fra Lippo Lippi
- 2003 – The Early Years - In Silence and Small Mercies
- 2005 – Songs / Crash of Light
- 2005 – Essential Fra Lippo Lippi: Essence & Rare
- 2011 – Fra Lippo Lippi (Box med albumen Songs, Light and Shade, The Colour Album och Dreams)
- 2018 – Rarum 80–95